# Liste der Naturdenkmäler im Bezirk Jennersdorf
Die Liste der Naturdenkmäler im Bezirk Jennersdorf listet alle als Naturdenkmal ausgewiesenen Objekte im Bezirk Jennersdorf im Bundesland Burgenland auf. Bei den acht Naturdenkmälern (Stand: 31. Dezember 2019) handelt es sich bei allen geschützten Objekten um Bäume oder Baumgruppen. Unter den als Naturdenkmälern ausgewiesenen Bäumen und Baumgruppen befinden sich vorwiegend heimische Arten, wobei vier Naturdenkmäler Winter-Linden (Tilia cordata) betreffen. Räumlich verteilen sich die Naturdenkmäler lediglich über drei Gemeinden, wobei sich drei der Naturdenkmäler in Rudersdorf, vier in Sankt Martin an der Raab befinden.

## Naturdenkmäler
| Foto |                 | Name                     | ID     | Standort                                                                 | Beschreibung | Fläche | Datum |
| ---- | --------------- | ------------------------ | ------ | ------------------------------------------------------------------------ | ------------ | ------ | ----- |
| 1    | Datei hochladen | 1 Stieleiche/Grenzbaum   | JE-103 | Heiligenkreuz im Lafnitztal KG: Heiligenkreuz GrStNr: 1276;1277 Standort |              |        | 1990  |
| 1    | Datei hochladen | 1 Winterlinde            | JE-105 | Rudersdorf KG: Rudersdorf GrStNr: 2245/1; 2246 Standort                  |              |        | 1994  |
| 1    | Datei hochladen | 1 Tanne                  | JE-106 | Rudersdorf, 194 KG: Rudersdorf GrStNr: 194 Standort                      |              |        | 1994  |
| 1    | Datei hochladen | 1 Platane                | JE-107 | Rudersdorf KG: Rudersdorf GrStNr: 194 Standort                           |              |        | 1994  |
| 1    | Datei hochladen | Winterlinde              | JE-101 | Sankt Martin an der Raab KG: Neumarkt an der Raab GrStNr: 164 Standort   |              |        | 1965  |
| 1    | Datei hochladen | Winterlinde/Kulturhaus   | JE-102 | Sankt Martin an der Raab KG: Neumarkt an der Raab GrStNr: 164 Standort   |              |        | 1965  |
| 1    | Datei hochladen | 1 Winterlinde/Hauptplatz | JE-100 | Sankt Martin an der Raab KG: Neumarkt an der Raab GrStNr: 420 Standort   |              |        | 1965  |
| 1    | Datei hochladen | 1 Rotbuche               | JE-104 | Sankt Martin an der Raab KG: Neumarkt an der Raab GrStNr: 2847 Standort  |              |        | 1992  |

## Ehemalige Naturdenkmäler
| Foto |                 | Name         | ID | Standort                                 | Beschreibung | Fläche | Datum |
| ---- | --------------- | ------------ | -- | ---------------------------------------- | ------------ | ------ | ----- |
| 0    | Datei hochladen | Edelkastanie |    | Jennersdorf KG: Jennersdorf GrStNr: 1522 |              |        |       |
| 0    | Datei hochladen | Winterlinde  |    | Jennersdorf KG: Grieselstein GrStNr: 194 |              |        | 1970  |

| Foto:                    | Fotografie des Naturdenkmals. Klicken des Fotos erzeugt eine vergrößerte Ansicht. Daneben finden sich zwei Symbole: \| Weitere Bilder vorhanden \| Das Symbol bedeutet, dass weitere Fotos des Objekts verfügbar sind. Durch Klicken des Symbols werden sie angezeigt. \| \| Eigenes Foto hochladen \| Durch Klicken des Symbols können weitere Fotos des Objekts in das Medienarchiv Wikimedia Commons hochgeladen werden. \| |
| Name:                    | Bezeichnung des Naturdenkmals laut offiziellen Quellen |
| ID                       | Identifikator |
| Standort:                | Es ist die Gemeinde und falls vorhanden die Adresse angegeben. Darunter sind die Katastralgemeinde (KG) und die Grundstücksnummer angeführt. Durch Aufruf des Links Standort wird die Lage des Denkmals in verschiedenen Kartenprojekten angezeigt. |
| Beschreibung             | Kurze Beschreibung des Naturdenkmals |
| Fläche                   | Fläche des Naturdenkmals in Hektar (ha) |
| Datum                    | Datum oder Jahr der Unterschutzstellung |
| Weitere Bilder vorhanden | Das Symbol bedeutet, dass weitere Fotos des Objekts verfügbar sind. Durch Klicken des Symbols werden sie angezeigt. |
| Eigenes Foto hochladen   | Durch Klicken des Symbols können weitere Fotos des Objekts in das Medienarchiv Wikimedia Commons hochgeladen werden. |